# Intendente de la región del Biobío
El Intendente de la Región del Biobío fue la autoridad designada por el presidente de la República para ejercer el gobierno de la Región del Biobío, Chile, como su representante natural e inmediato en dicho territorio. Además participaba en la administración de la región, como órgano que integraba el Gobierno Regional del Biobío.

## Historia
Se podría considerar como antecesoras del cargo de intendente regional del Biobío a las figuras del Intendente de la Provincia de Concepción, del Intendente de la Provincia de Arauco, del Intendente de la Provincia de Ñuble, y del Intendente de la Provincia de Biobío. Durante el proceso de regionalización iniciado en 1975, las antiguas provincias de Concepción, Arauco, Ñuble y Biobío fueron fusionadas y transformadas en la actual Región del Biobío.
Una reforma constitucional del año 2017 dispuso la elección popular del órgano ejecutivo del gobierno regional, creando el cargo de gobernador regional y estableciendo una delegación presidencial regional, a cargo de un delegado presidencial regional, el cual representa al poder ejecutivo y supervisa las regiones en conjunto a los delegados presidenciales provinciales. Tras las primeras elecciones regionales en 2021, y desde que asumieron sus funciones los gobernadores regionales y delegados presidenciales regionales, el 14 de julio de 2021, el cargo de intendente desapareció en dicha fecha mencionada, siendo Patricio Kuhn Artigues su último titular.

## Intendentes de la Región del Biobío (1974-2021)
| Intendente/a                        | Partido | Partido | Período                                       | Presidente/a | Presidente/a            |
| ----------------------------------- | ------- | ------- | --------------------------------------------- | ------------ | ----------------------- |
| Washington Carrasco Fernández       |         | Militar | 11 de julio de 1974 - 1975                    |              | Augusto Pinochet        |
| Fernando González Martínez          |         | Militar | 1975 - 1976                                   |              | Augusto Pinochet        |
| Agustín Toro Dávila                 |         | Militar | 1976                                          |              | Augusto Pinochet        |
| Nilo Floody                         |         | Militar | 1977 - 1978                                   |              | Augusto Pinochet        |
| Rigoberto Rubio Ramírez             |         | Militar | 1978 - 1979                                   |              | Augusto Pinochet        |
| Luis Prüssing Schwartz              |         | Militar | 1979 - 1981                                   |              | Augusto Pinochet        |
| Roberto Soto Mackenney              |         | Militar | 1981 - 1982                                   |              | Augusto Pinochet        |
| Eduardo Ibáñez Tillería             |         | Militar | 1982 - 11 de marzo de 1990                    |              | Augusto Pinochet        |
| Adolfo Veloso Figueroa              |         | PS      | 11 de marzo de 1990 - 11 de marzo de 1994     |              | Patricio Aylwin         |
| Martín Zilic Hrepic                 |         | PDC     | 11 de marzo de 1994 - 11 de marzo de 2000     |              | Eduardo Frei Ruiz-Tagle |
| Jaime Tohá González                 |         | PS      | 11 de marzo de 2000 - 11 de marzo de 2006     |              | Ricardo Lagos           |
| María Soledad Tohá Veloso           |         | PS      | 11 de marzo de 2006 - 4 de enero de 2008      |              | Michelle Bachelet       |
| María Angélica Fuentes Fuentealba   |         | PPD     | 5 de enero de 2008 – 2 de diciembre de 2008   |              | Michelle Bachelet       |
| Jaime Tohá González                 |         | PS      | 2 de diciembre de 2008 - 11 de marzo de 2010  |              | Michelle Bachelet       |
| Jacqueline van Rysselberghe Herrera |         | UDI     | 11 de marzo de 2010 - 3 de abril de 2011      |              | Sebastián Piñera        |
| Víctor Lobos del Fierro             |         | Ind.    | 18 de abril de 2011 - 11 de marzo de 2014     |              | Sebastián Piñera        |
| Rodrigo Díaz Wörner                 |         | PDC     | 11 de marzo de 2014 - 11 de marzo de 2018     |              | Michelle Bachelet       |
| Jorge Ulloa Aguillón                |         | UDI     | 11 de marzo de 2018 - 16 de abril de 2019     |              | Sebastián Piñera        |
| Sergio Giacaman García              |         | UDI     | 16 de abril de 2019 - 20 de noviembre de 2020 |              | Sebastián Piñera        |
| Patricio Kuhn Artigues              |         | UDI     | 20 de noviembre de 2020 - 14 de julio de 2021 |              | Sebastián Piñera        |